# Andrés Manuel López Obrador
Andrés Manuel López Obrador, född 13 november 1953 i Tepetitán i delstaten Tabasco, är en mexikansk politiker (Morena). Han var mellan 1 december 2018 - 1 oktober 2024 Mexikos 58:e president.
Obrador, som är grundare av partiet Morena, är den förste vänsterledaren att vinna presidentposten på flera decennier. Han har blivit känd för att beskriva de senaste årens ledning av landet som ett "maffiastyre". Därav består hans vallöften bland annat av att lova motverka korruptionen och arbeta för mer jämlikhet.

## Kritik
Andrés Manuel López Obrador har fått kritik för att hota Mexikos demokrati genom att försvaga valmyndigheten och vallagen.